# Ullensvangs kommun
Ullensvangs kommun (nynorska: Ullensvang herad) är en kommun i landskapet Hardanger i Vestland fylke i västra Norge. Kommunens centralort är staden Odda. 
Ullensvang är en av fyra kommuner i Norge som brukar termen herad (härad) i stället för kommune i sitt namn.
Tidigare har kommunen tillhört dåvarande Hordaland fylke.

## Administrativ historik
Kinserviks kommun upprättades den 1 januari 1838 (som Kingservig formannskapsdistrikt) när Formannskapslovene från 1837 trädde i kraft. Kommunen omfattade då större delen av nuvarande Ullensvangs kommun (förutom Jondals socken) samt mindre områden i den östra delen av Kvams kommun, i den södra delen av Voss kommun och i den västra delen av Eidfjords kommun.
1870 bytte kommunen namn från Kinserviks kommun till Ullensvangs kommun.
Den 1 januari 1882 överfördes ett bebott område (med 22 invånare) från Ullensvangs kommun till Kvams kommun.
Den 1 juli 1913 bröts kommunerna Odda och Kinsarvik ut ur kommunen som då minskade från 6 754 invånare före delningen till 1 941 invånare efter.
Den 1 januari 1964 gick Eidfjords kommun samt huvuddelen av Kinsarviks kommun upp i Ullensvangs kommun. Kommunen ökade då från 2 358 invånare före sammanslagningen till 4 854 invånare efter.
Den 1.1.1965 överfördes ett bebott område (Åsgrenda krets med 61 invånare) från Kvams kommun till Ullensvangs kommun.
Den 1 januari 1977 bröts Eidfjords kommun på nytt ut ur kommunen som då minskade från 5 160 invånare före delningen till 3 937 invånare efter.
Den 1 januari 2020 gick kommunerna Jondal och Odda upp i Ullensvangs kommun.
Den 1 januari 2022 överfördes ett bebott område (gårdsnummer 229, Ytre Bu) från Ullensvangs kommun till Eidfjords kommun.

## Kommunvapen
Ursprunglig blasonering: I raudt ein gull bjelke følgd av tre gull liljer, to over og ei under bjelken.
(I rött fält en bjälke av guld åtföljd av tre liljor av guld 2 + 1.)
Reviderad blasonering: I blå ein sølv bjelke følgd av tre sølv liljer, to over og ei under bjelken.
(I blått fält en bjälke av silver åtföljd av tre liljor av silver 2 + 1.)
Kommunvapnet i sin ursprungliga form godkändes genom kunglig resolution den 8 november 1979. Motivet är hämtat från en gravsten vid Ullensvangs kyrka efter lagmannen Sigurd Bynjulvsson från Aga, som dog 1302 eller 1303. Sedan dess har motivet varit välkänt för folk i Ullensvang.
I samband med kommunsammanslagningen 2020 togs en bearbetad version av kommunvapnet fram som har samma motiv, fast istället med tinkturerna från Odda kommuns gamla vapen.

### Upphörda kommunvapen inom den nuvarande kommunen

Jondals kommun (1987–2019)
Odda kommun (1982–2019)
Ullensvangs kommun (1979–2019)

## Tätorter
I Ullensvangs kommun finns sju tätorter:
- Jondal
- Kinsarvik
- Lofthus
- Odda (centralort)
- Røldal
- Skare
- Tyssedal

## Socknar
Inom Norska kyrkan är Ullensvangs kommun indelad i åtta socknar:
- Jondals socken
- Kinsarviks socken
- Odda socken
- Røldals socken
- Skare socken
- Tyssedals socken
- Ullensvangs socken
- Utne socken

Socknarna ingår i Hardanger og Voss prosteri i Bjørgvins stift.

## Bilder

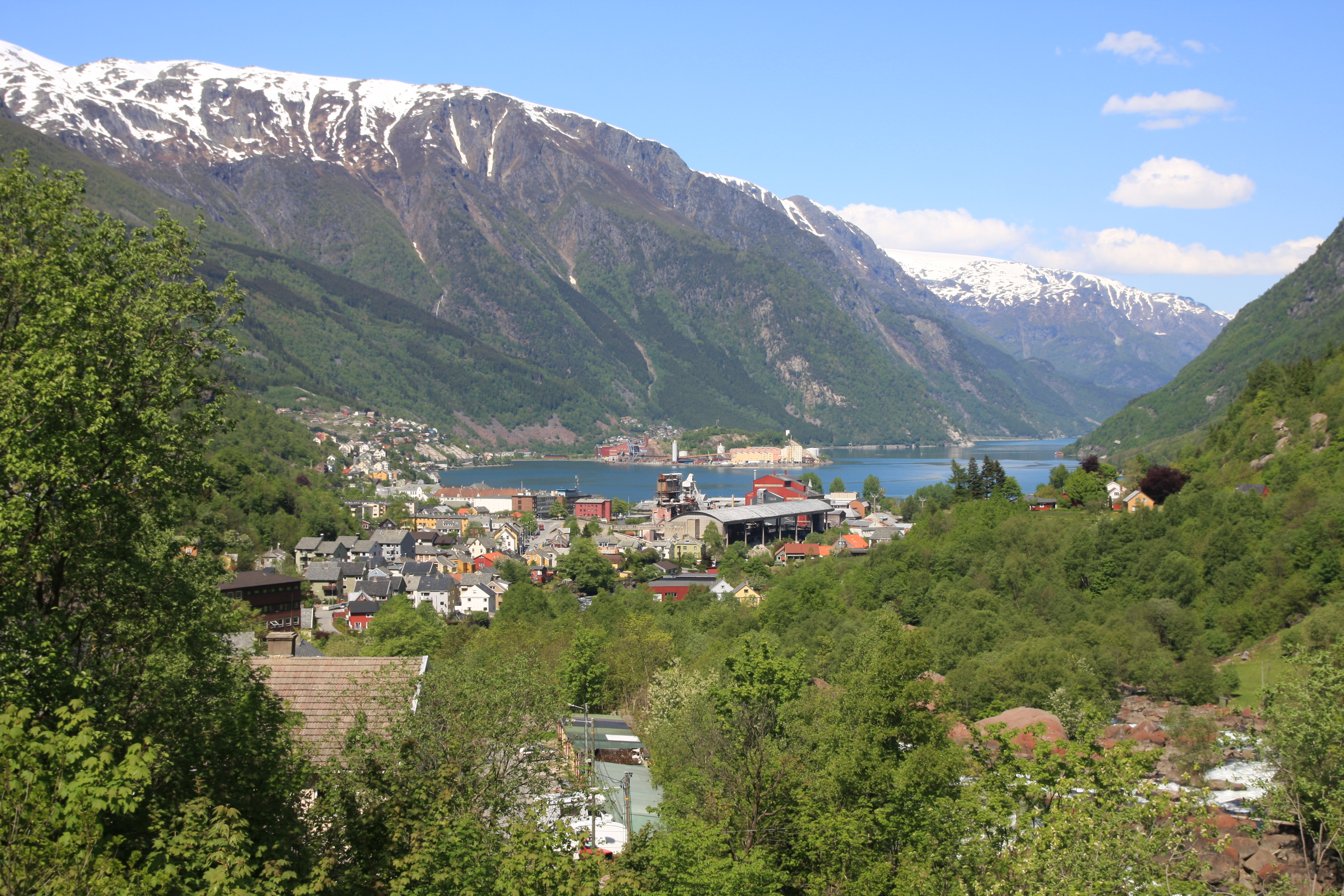
Odda.
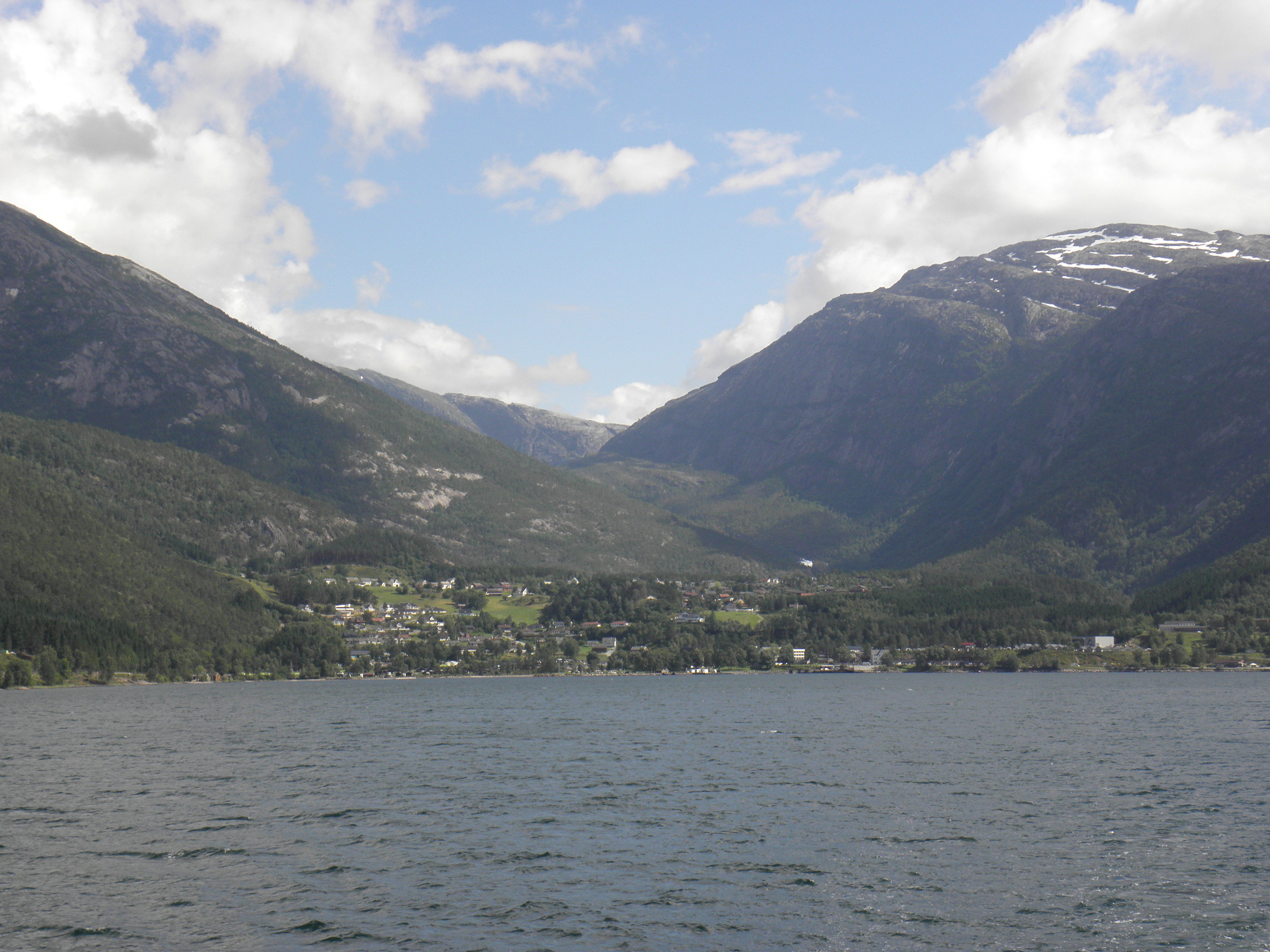
Kinsarvik.
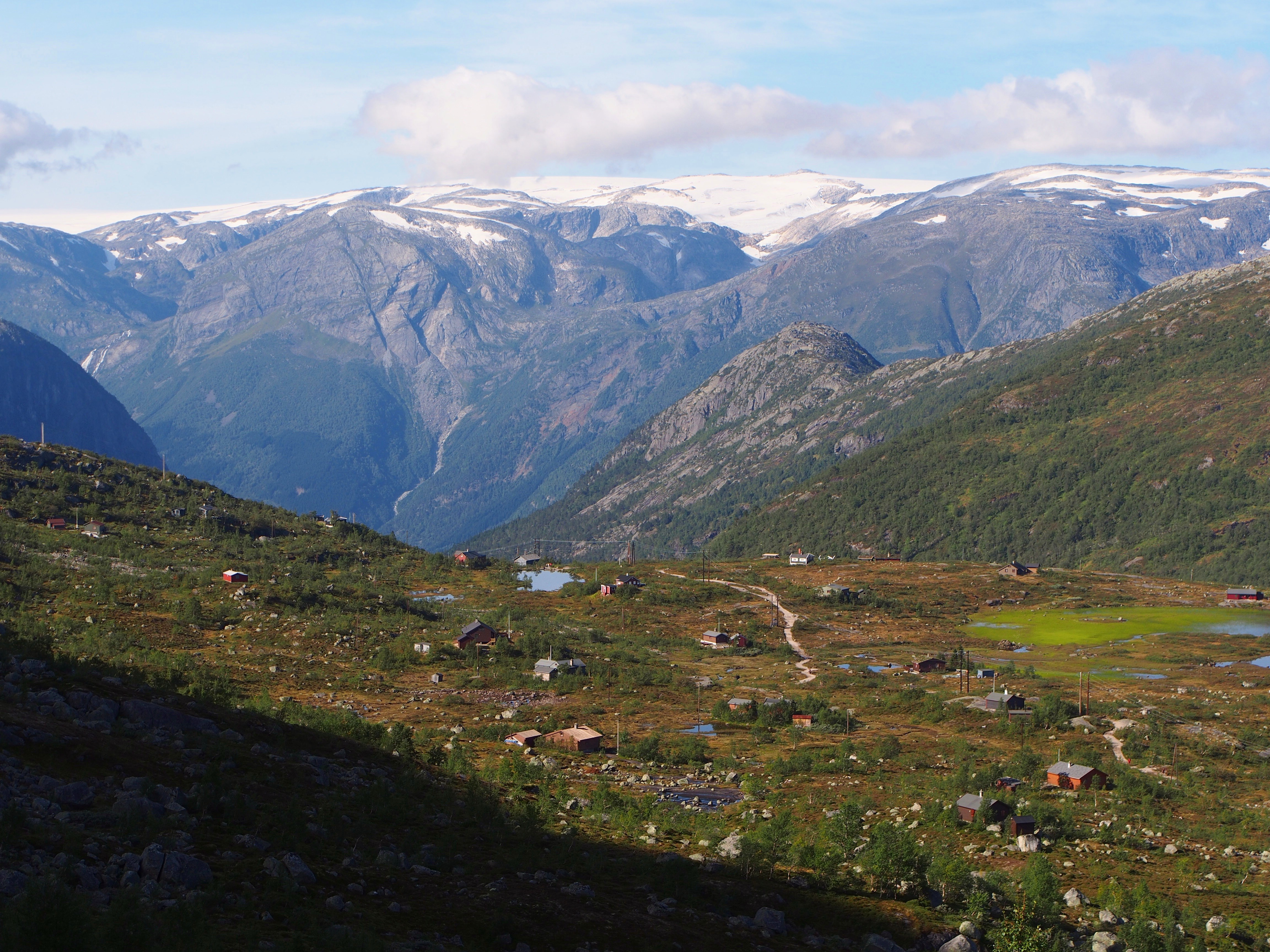
Hardangervidda.
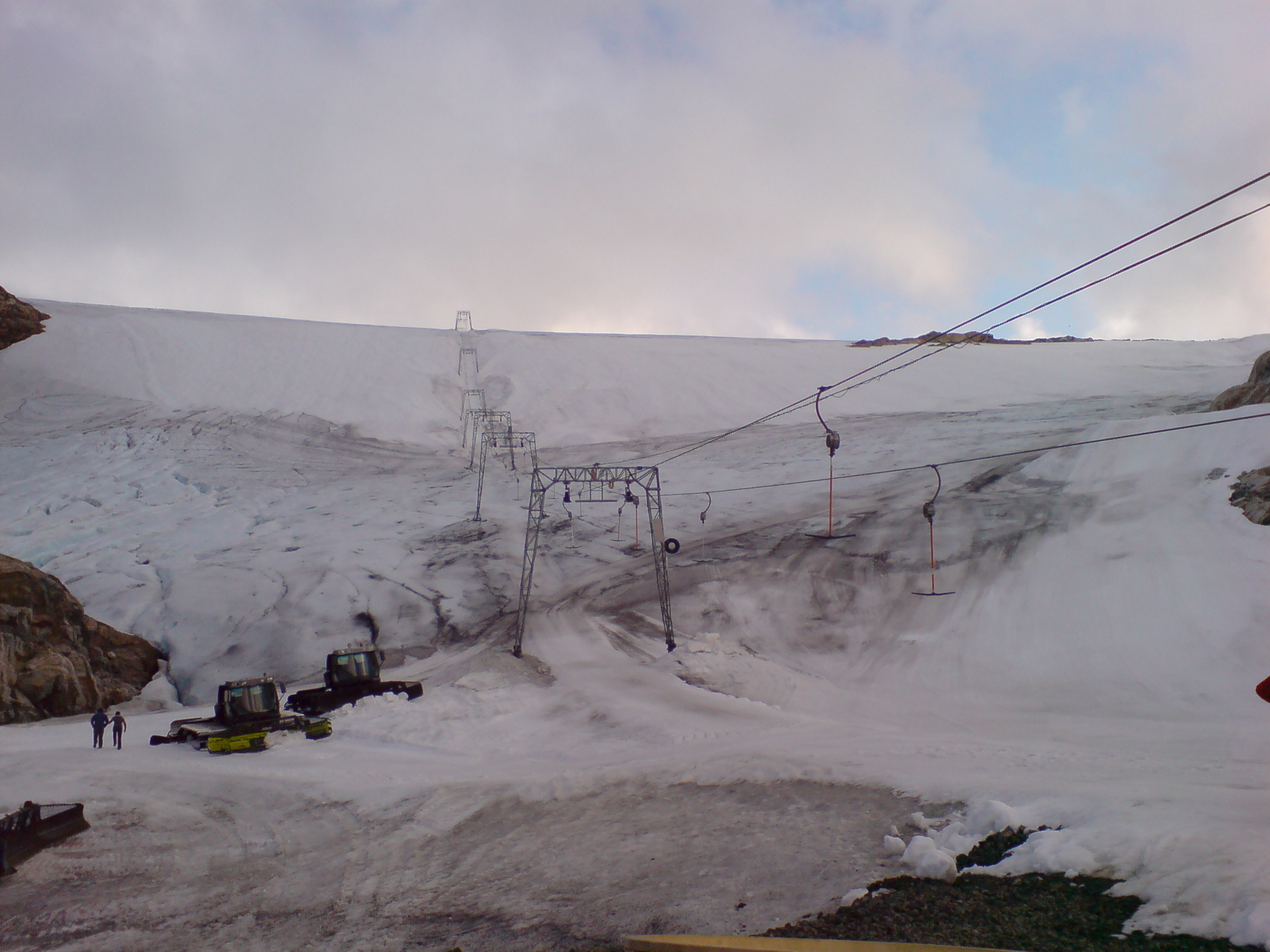
Sommarskidcentret vid glaciären Folgefonna.